# Мевоот-ха-Хермон
Мевоот-ха-Хермон (ивр. מבואות החרמון‎) — региональный совет на севере Израиля, расположенный в Верхней Галилее и в Галилее, между севером Галилейского моря и ливанской границей, который включает в себя 13 мошавов и общинных поселений. Административно региональный совет относится к Северному округу Израиля.

## История
В 1975 году региональный совет Мевоот-ха-Хермон был частью регионального совета Верхней Галилеи и после процесса переформирования региональных советов, основанных на идентификации поселений, был учреждён новый независимый региональный совет Мевоот-ха-Хермон, состоящий только из мошавов, в то время как кибуцы остались в региональном совете Верхней Галилеи. Процесс перехода длился более 20 лет, и Совет получил свой нынешний муниципальный статус только в 1991 году.

## Население
По статистическим данным Центрального статистического бюро Израиля население регионального совета на 2024 год составляет 8 435 человек.

## География
Региональный совет располагается в Верхней Галилее и в Галилее, между севером Галилейского моря и ливанской границей, и включает в себя 13 мошавов и общинных поселений. Среднее расстояние между всеми населенными пунктами совета составляет 20,9 км. Область регионального совета является туристической зоной, и её жители в основном зарабатывают на жизнь на туристических услугах.